# Szaknyelv
A szaknyelv vagy műnyelv azoknak a csoportnyelveknek az összefoglaló neve, amelyek foglalkozásokhoz kötődnek, illetőleg egyik meghatározójuk a szakmai azonosság (nyomdászok nyelve, orvosi nyelv stb.). A vadász, horgász, futball, kártya, tánc vagy más iránt érdeklődő, rajongó csoport nyelve már nehezebben foglalható össze ugyanezzel a műszóval, azonban mivel ezek is a foglalkozási, foglalatossági, valami iránt vonzódási stb. alapon különülnek el, sajátos nyelvüket szintén szaknyelvnek nevezik.
A szaknyelvek szó- és kifejezéskészletét a köznyelv és/vagy a nyelvjárások szókincsének kiegészítéseként lehet felfogni. Egy adott szaknyelv műszava a szakma számára „színezéstől, mellékértelemtől mentesen, ideális esetben egyértelműen jelöli az ember külső és belső világának valamely valóságmetszetét” (Dániel 1982: 340). A szaknyelv azokat a fogalmakat nevezi meg, amelyek a szakma gyakorlásában szükségesek, de a bázisnyelvben nincsenek meg, vagy fogalmi tartalmuk nem elég pontos.
A szaknyelvek szókincsét szakszókincsnek nevezik, amely szakszavakat (műszavakat, terminus technikusokat) tartalmaz. Ilyen szakszavak például a geometriában az érintő, merőleges, szögfelező, ellipszis, parabola stb., vagy a hivatali nyelvben a felzet, irattári példány, iktat stb.
A szaknyelvkutatás a terminológiát mint szakszókincset értelmezi, elsősorban annak nyelvi rendszerezése érdekli. Emellett létezik még a terminológia mint önálló, alkalmazott nyelvészeti diszciplína, ezt nevezik terminológiaelméletnek is.